# Betta chloropharynx
Betta chloropharynx — тропічний прісноводний вид риб з родини осфронемових (Osphronemidae), підродина макроподових (Macropodusinae).
Був описаний 1994 року. Видова назва chloropharynx походить від грецьких слів chloros («зелений») і pharynx («горло») й буквально перекладається як «зеленогорла».
Спочатку Betta chloropharynx була описана як член групи видів B. akarensis, однак згодом на основі детального аналізу елементів забарвлення було з'ясовано, що насправді вид належить до групи B. waseri. Іншими членами цієї групи є B. waseri, B. hipposideros, B. tomi, B. spilotogena, B. pi, B. renata, B. pardalotos, B. omega. Всі ці види дуже схожі між собою, їхня ідентифікація базується на характері чорних смужок на голові.

## Опис
Максимальний розмір досліджених зразків становить 73,1 мм стандартної (без хвостового плавця) довжини. В акваріумі ці риби виростають до 12-14 см загальної довжини, самки трохи менші.
Довжина голови 29,9–33,7 %, висота хвостового стебла 16,7–18,8 % стандартної довжини. Чоло трохи увігнуте. У спинному плавці 0-1 твердий і 8-9 м'яких променів, в анальному 2 твердих і 27-28 м'яких. Бічних лусок у середньому 33.
Betta chloropharnyx не належить до числа барвистих видів. Риби мають однотонне від світло-коричневого до темно-коричневого забарвлення тіла, подекуди з фіолетовим лиском. Голова може бути темнішою. На горлі присутній характерний чорний малюнок, що має форму вісімки, яка лежить боком; він з'єднується з чорною нижньою губою й є характерною ознакою виду. Ще однією визначальною ознакою є дві світло-зелені цятки під щелепою. Зяброві кришки мають зеленкувато-золотавий лиск, нижній край у них жовтий. Більша частина плавців безбарвна, вони мають слабкий блакитний лиск, черевні плавці кремові. На хвостовому та спинному плавцях є слабкий малюнок із чорних смужок у вигляді драбинки, зазвичай мало помітний.
Забарвлення наляканих риб блідне, на тілі виявляються коричнево-чорні плями неправильної форми, плавці стають темно-коричневими.
Самці та самки забарвлені однаково, але останні мають менше зеленого кольору на горлі.

## Поширення
Betta chloropharynx обмежується невеликим островом Банка, розташованим недалеко від східного узбережжя Суматри, Індонезія. Орієнтовна територія поширення виду становить 4 км². Раніше до Betta chloropharynx зараховували також популяцію з місцевості, розташованої біля міста Палембанг на Суматрі, 2009 року вона була описана як новий вид B. pardalotos.
Betta chloropharynx зустрічається серед торфових боліт в зоні вторинних лісів. Водиться в мілководних струмках, глибина яких іноді становить лише кілька сантиметрів. Тримається серед шару опалого листя. Є мешканцем чорноводних середовищ існування, показники води: pH 4,5-5,5, твердість GH і KH 0-1, температура 27,1 °C, колір води коричневий.
В одних водоймах із Betta chloropharynx зустрічали також інших осфронемових: Betta burdigala, один із видів роду Parosphromenus, іноді Betta schalleri.
Betta chloropharynx належить до числа видів, що перебувають на межі зникнення. Такий статус обумовлений обмеженим поширенням виду в єдиній чорноводній лісовій зоні на острові Банка, а також великою ймовірністю втрати середовищ існування через розчищення та деградацію торфових болотних лісів. Поточні тенденції чисельності популяції виду невідомі.

## Утримання в акваріумі
Дуже рідкісний в акваріумах вид, лише одиниці тримали й розводили його вдома.
Зважаючи на розміри Betta chloropharynx, тримають цих риб в середнього розміру акваріумах. Для групи з п'яти особин вистачить акваріума довжиною 60 см, але краще коли він буде 90-100 см завдовжки. Висота акваріума не надто важлива, вона може бути від 20 до 30 см. Акваріум можна прикрасити таїландською папороттю, анубіасами, яванським мохом, криптокоринами та пістією, а ще декорувати корчами та гладким камінням. Потрібні слабка фільтрація й не надто яскраве (приглушене) освітлення. Betta chloropharynx належить до числа чорноводних видів. Їй потрібна кисла вода (pH 4,5-5,5) за низької твердості (GH та KH 0-2). Вода не повинна бути занадто теплою; достатньо 23-26 °C. Щоб риби добре почувалися, важливо проводити щотижневу підміну води.
Рекомендується тримати Betta chloropharynx у видовому акваріумі. Вид мирний, риби рідко б'ються між собою. Було помічено, що вони утворюють постійні пари, «подружжя» постійно тримається разом, час від часу риби навіть м'яко труться одна об одну.
Беруть більшість звичайних видів кормів, крім пластівців, але перевагу надають живим та замороженим: мотиль, коретра, артемія, криль, мізиди, домашні цвіркуни та інші комахи. Їдять багато, жадібно хапають корм.
Для розведення конче потрібно щільно засадити акваріум рослинами та створити безліч схованок. Розведення Betta chloropharynx легке. Всі види групи Betta waseri інкубують ікру в роті. Нерестова поведінка дуже цікава. Риби нерестяться трохи вище дна в тихому місці, оточеному, наприклад, рослинами. Самець обгортає самку своїм тілом, і під час обіймів випускаються ікринки та молочко. Після обіймів самка збирає ікру й випльовує її самцеві. Якщо той буде досить проворним, то спіймає ікринки, якщо ж ні, самка швидко підбирає їх і невдовзі робить нову спробу передачі ікри. Ця поведінка повторюється, поки самець не заволодіє всією порцією ікри.
Тільки-но всі ікринки опиняться в роті самця, він знаходить собі тихе й безпечне місце й залишається там виношувати кладку. Інкубація, залежно від температури води, триває приблизно 17-19 днів. Протягом цього періоду самця можна не побачити. Проте в цього виду були відмічені випадки, коли самець з ікрою в роті спокійно плавав серед інших риб у супроводі своєї дуже агресивної подружки, що відганяла від нього будь-яку іншу рибу. Самка Betta chloropharynx продовжує демонструвати таку поведінку набагато довше, ніж будь-який інший вид бійцівських рибок, що інкубують ікру в роті. Обидві риби продовжують харчуватися під час виношування потомства.
Ікринки в Betta chloropharynx досить великі, близько 3 мм в перетині, білого кольору. Доволі великими є й мальки, коли самець випускає їх із рота, вони вже мають довжину 5-6 мм. Мальки відразу здатні впоратись із наупліусами артемії. Отримують приблизно 130 мальків, але нерідко й більше. Вони можуть залишатися разом із батьками, ті не переслідують їх. Цей вид нереститься знову майже відразу після того, як самець випустив мальків. Через деякий час багато мальків з різних виводків і різних розмірів заповнюють акваріум, і це не становить жодних проблем, якщо акваріум буде досить великим і в ньому буде багато рослин. Доцільно на певний час розлучати пару й дати самцеві можливість відпочити, добре поїсти й відновити сили. Молодь швидко росте, вже незабаром вона може їсти дорослу їжу, а за лічені місяці за забарвленням нагадує своїх батьків.